# Píldora del suicidio
La píldora del suicidio (o píldora letal) es una píldora, cápsula o tableta que contiene una sustancia altamente letal y silenciosa(normalmente cianuro) que una persona ingiere deliberadamente para causar su propia muerte de manera inmediata, esto es,  para asegurar que no pueda llegar a ser interrogada y revelar información secreta. Como resultado, la píldora del suicidio tiene un alto valor psicológico para la persona que lleva a cabo misiones con un alto riesgo de ser capturada e incautada. Su principal ventaja es la facilidad de ocultación durante la inspección, al contrario de un arma de mayor tamaño que pudiera ser confiscada.

## Descripción
Las píldoras letales, también conocidas como cápsulas de suicidio o píldoras de eutanasia, son dispositivos diseñados para proporcionar una muerte rápida y sin dolor a aquellas personas que han decidido poner fin a su vida de manera voluntaria. Estas píldoras tienen un diseño cuidadosamente elaborado para garantizar su efectividad y seguridad.
En su forma más común, las píldoras letales son cápsulas ovaladas de tamaño pequeño, aproximadamente del tamaño de un guisante. Están compuestas por una ampolla de cristal muy delgada que contiene una solución altamente concentrada de un agente químico letal, como el cianuro de potasio. Para proteger esta ampolla de roturas accidentales, las cápsulas suelen estar recubiertas con una capa de hule de color café.
La capa de hule no solo protege la integridad de la píldora, sino que también cumple una función esencial en el proceso de activación. La ampolla de cristal dentro de la cápsula está diseñada para no liberar el veneno al ser tragada entera. En cambio, la píldora debe ser quebrada entre los molares del usuario para romper la ampolla y liberar el veneno de manera controlada.
Cuando una píldora letal es quebrada correctamente, el veneno se libera y es absorbido rápidamente por el sistema digestivo. El agente químico, como el cianuro de potasio, actúa de manera rápida y efectiva, interfiriendo con los procesos metabólicos celulares y provocando una parálisis respiratoria y cardíaca en cuestión de minutos.
Es importante destacar que las píldoras letales están diseñadas para garantizar una muerte rápida y sin sufrimiento, cumpliendo con los estándares éticos y legales establecidos en los casos de eutanasia asistida. La precisión en el diseño y uso de estas píldoras es fundamental para asegurar un final pacífico y digno para aquellas personas que han tomado la decisión consciente de poner fin a su vida.
La Agencia Central de Inteligencia comenzó a experimentar con saxitoxina, una poderosa neurotoxina, durante la década de los 50. Se rumorea que durante esos años se desarrollaban pequeñas agujas impregnadas de saxitoxina (oculta dentro de un falso dólar plateado) para cada piloto estadounidense del U2, con instrucciones de suicidarse si eran derribados sobre la URSS.

## Ejemplos
- Existen versiones que sugieren que el mariscal de campo Erwin Rommel se suicidó con una píldora de cianuro, consecuente con su implicación en el atentado del 20 de julio en contra de Hitler. Adicionalmente, Eva Braun y otros miembros de la alta jerarquía nazi, como Heinrich Himmler, Joseph Goebbels y Hermann Wilhelm Göring, son conocidos por haberse suicidado utilizando píldoras conteniendo una solución de sales de cianuro.
- William Sterling Parsons y otros miembros de la tripulación de los bombarderos Superfortaleza B-29, enviados a soltar las bombas atómicas sobre Japón durante la Segunda Guerra Mundial, disponían de píldoras letales, si bien toda la tripulación regresó a salvo y ninguna de las píldoras tuvo que ser utilizada. Esto era para el caso de que fueran capturados y luego torturados por el Kenpeitai para revelar información clasificada sobre las armas atómicas.